# 益田岩船

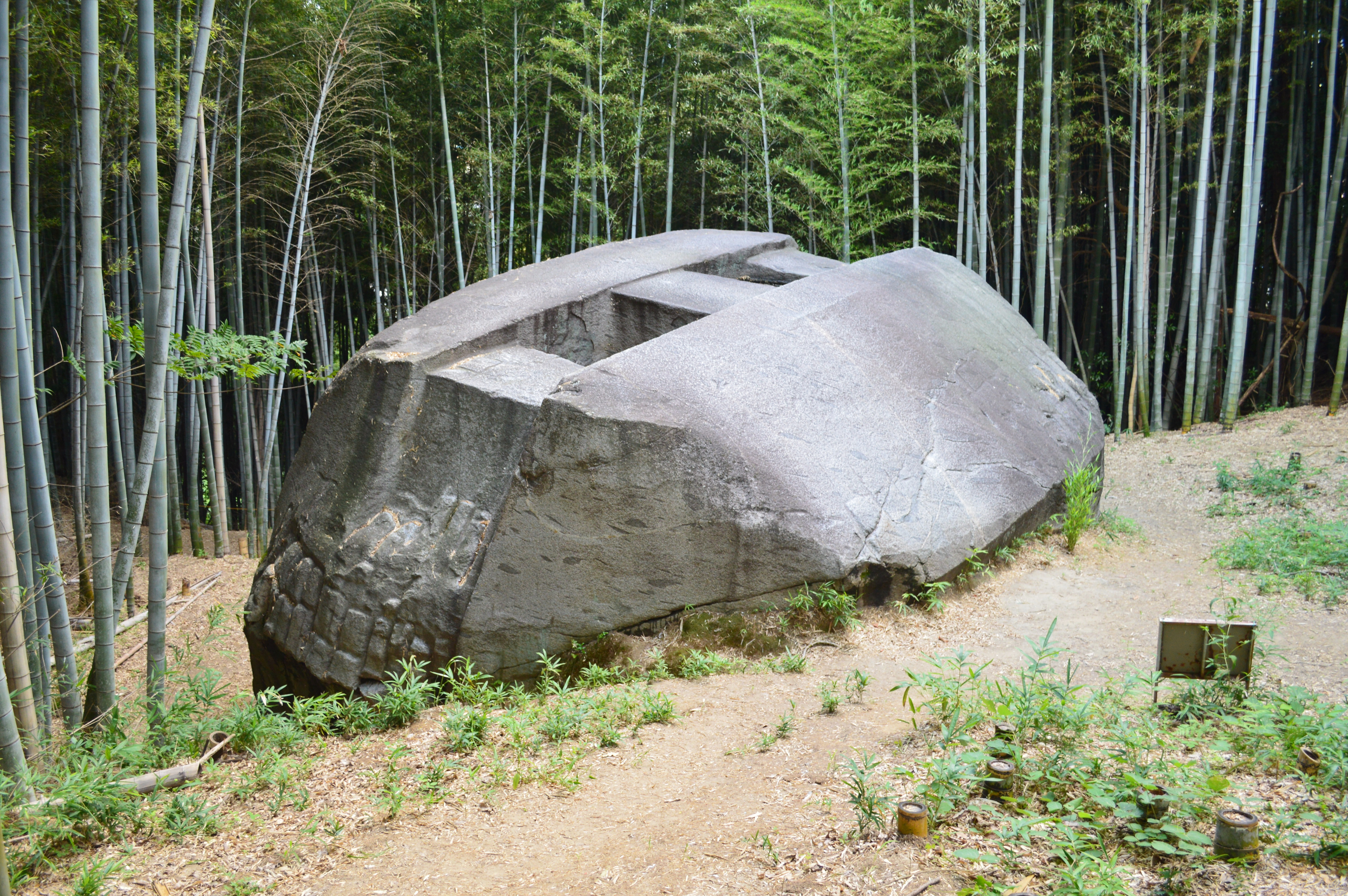
益田岩船 西面

益田岩船（ますだのいわふね）は、奈良県橿原市白橿町にある石造物。奈良県指定史跡に指定されている（指定名称は「岩船」）。
亀石や酒船石などと並ぶ飛鳥の石造物の1つで、その中でも最大のものである。

## 形状

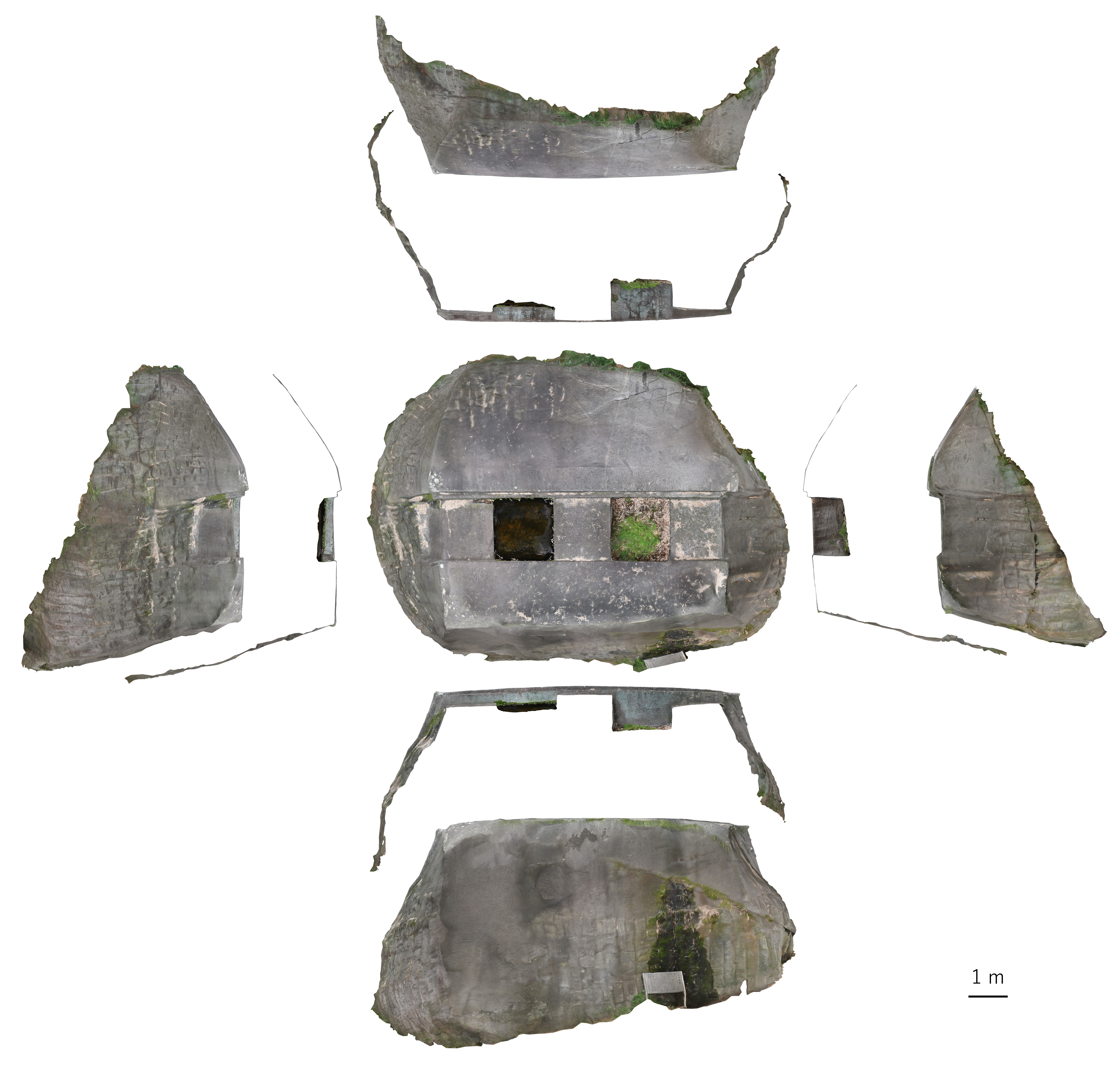
展開図

橿原ニュータウン内、白橿南小学校の西の丘陵（岩船山）頂上付近の斜面にある。東西約11メートル、南北約8メートル、高さ約4.7メートル（北側）の台形状の硬質の石英閃緑岩で、東西の側面はほぼ垂直に切り立っている。上部から側面にかけて幅1.6メートルの溝が東西に掘られている。この溝に1辺1.6メートル深さ1.3メートルの方形の穴が、1.4メートルの間隔を開けて二つくり抜かれている。岩の重さは約160tから500～600tなど諸説あり、かつては他から運ばれて来たという説もあったが、現在では最初から今の場所にあったと考えられている。
また、下部には深さ10センチほどの格子状の溝が彫られているが、これは表面を平らにするための加工法が途中までされたものと見られる。

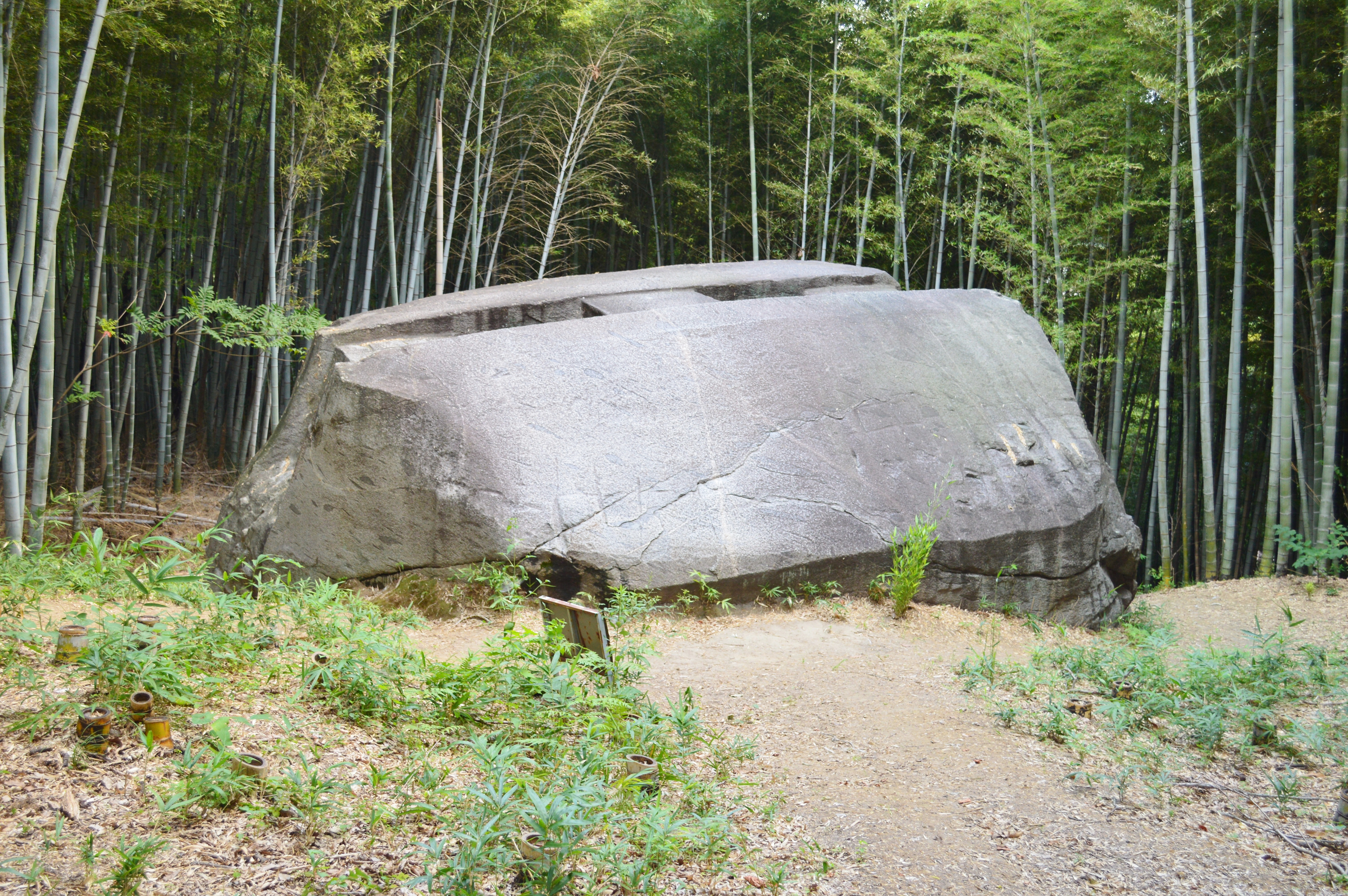
南面
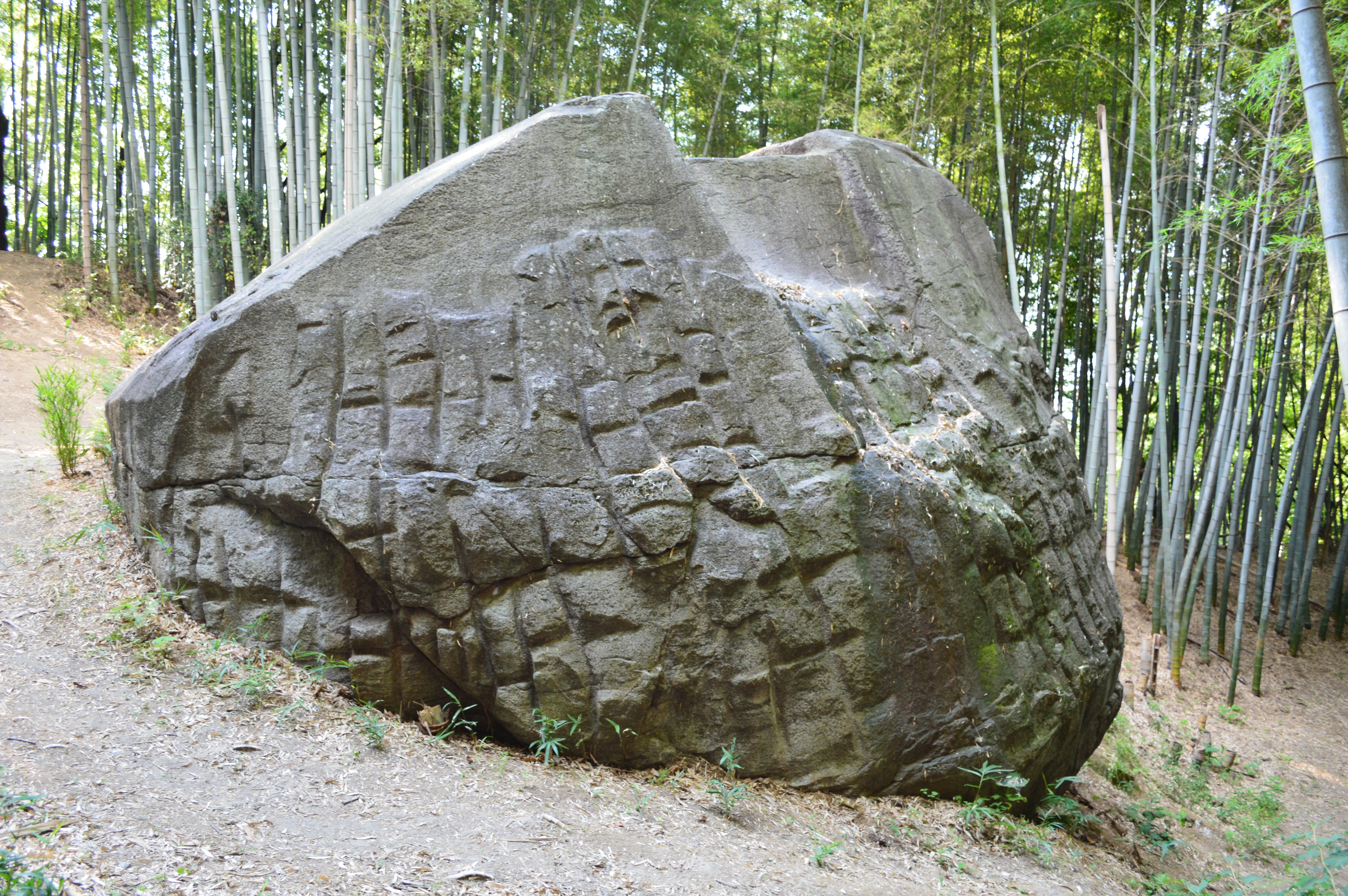
東面
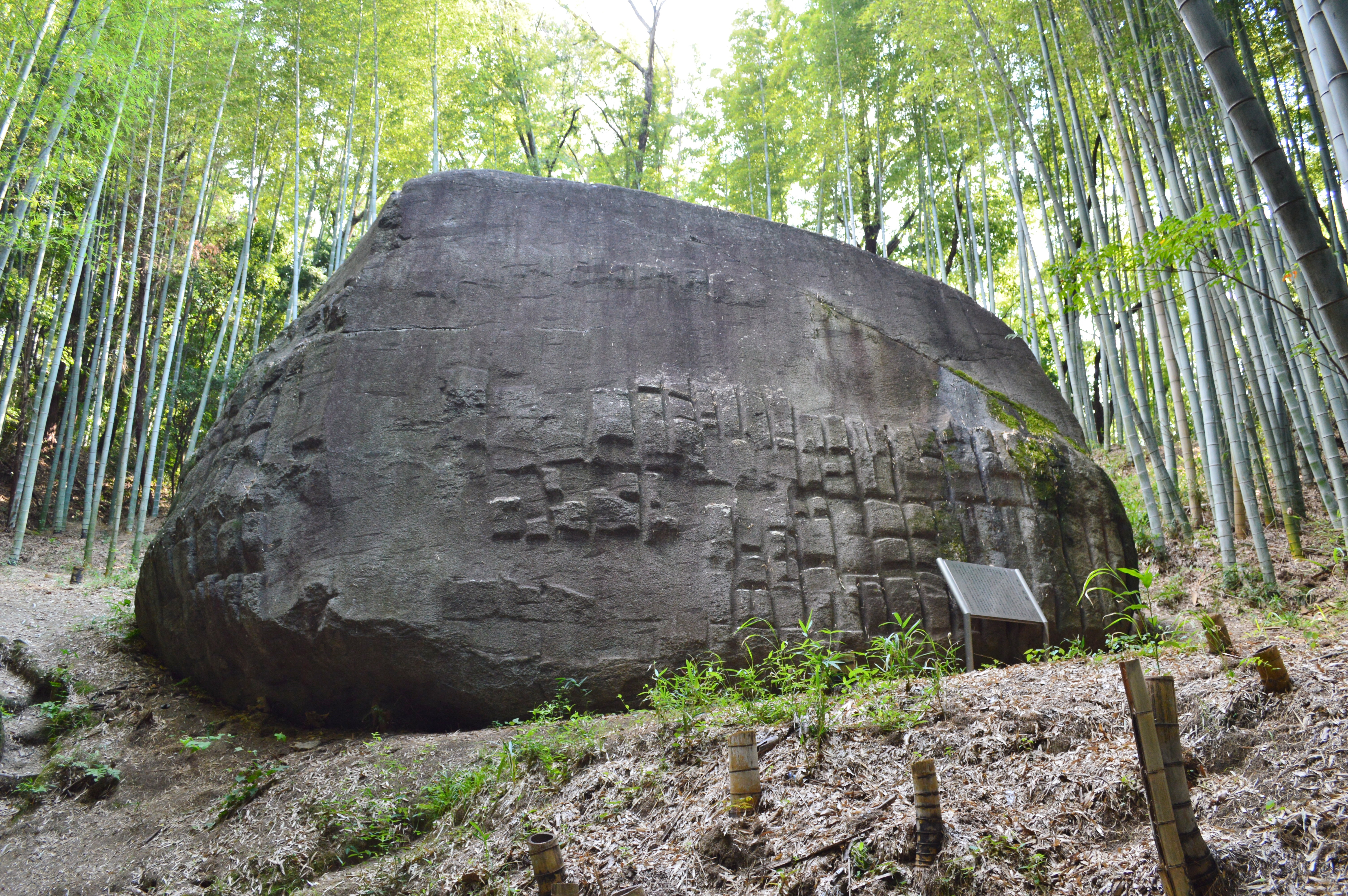
北面

## 建造時期・用途
文献などが残っておらず確かなことは不明だが、江戸時代には観光地として存在が知られていた。岩の加工法や穴の尺などに古墳時代最末期の特徴が見られるため、7世紀頃の建造と推定されている。
1. 石碑の台石説
  - 最も古くからある説で、弘仁13年（822年）に築造された益田池を讃えた弘法大師の書による石碑を載せるための台であったとしている。通称の「益田岩船」もこれに由来する。後に碑は高取城の石垣を造るための用材として破砕されたため、台石のみが残されたとする伝承もある。
2. 占星術用の観測台説
  - 二つの穴に石柱を建て、その上に横柱を渡して天体観測したという説。
3. 火葬墳墓説
  - 穴の中に遺骨を入れて石の蓋をするという説。
4. 物見台説
5. 横口式石槨説
  - 現在有力視されている説。南東500mほどの場所にある牽牛子塚古墳は横口式石槨であるが、岩船の穴の形状もこれと似ているため、同じように古墳として造られ、完成時には現在の北壁面を下に横転させ古墳石室とする予定だった。また東側の穴と違い、西側の穴には水が溜まらないことから、後者にはひびが入っていることが分かっている。このため、建造途中で破損が判明し、放棄したのではないかとの説がある[3][4]。岩船は北壁面が端から格子状に彫られ縦溝が30条、横溝が7条あり、幅の平均的なこの線彫りは荒削りで整形途中で放棄されたと見ることができる[2]。猪熊兼勝は、益田岩船は兵庫県高砂市の石の宝殿に酷似（石質は異なる）し、この2つの石造物と同様な構造をもつ完成品は、牽牛子塚古墳石室しかないので、牽牛子塚古墳石室の完成までに益田岩船、石の宝殿で二度の失敗を繰り返した後、軟質の竜山石（宝殿石）製で石室を完成させたものが、牽牛子塚古墳であるという説を提唱している[4]。

## 益田岩船が登場する小説・漫画
- 松本清張『火の路』（文春文庫）

ゾロアスター教徒の拝火台であるとの説が提示されている
- 諸星大二郎『暗黒神話』（集英社文庫）
- 地獄先生ぬ〜べ〜第175話（集英社コミック）

## アクセス
- 電車
  - 近鉄吉野線岡寺駅下車、西へ約1km、徒歩で約20分
- バス
  - 近鉄橿原神宮前駅西口、白橿方面バス乗り場より奈良交通バスにて[26][28]南白橿行（南妙法寺町経由）、もしくは[27]南妙法寺町行に乗り、南妙法寺町で下車。登山口へはそこから南へ徒歩約5分。岩船下バス停利用は不便なので注意。

- 登山口から岩船までは急坂で5分ほどかかり、最初こそ階段があるものの、ロープが張られた箇所がいくつか有り、急勾配の場所もあるため足場は悪く、特に雨期や雨後の登山は危険を伴う。かつては岩船から東へ約200mの場所にある白橿近隣公園内の沼山古墳などからも山の上にある岩船を目視できたが、現在は竹林におおわれ困難である。